# 男人四十打功夫
《男人四十打功夫》 （英語：Drunken Angels），是香港一套民初背景及武術題材電視劇集，由無綫電視製作，元華、吳毅將、陳妙瑛等主演，於1997年7月7日至8月1日期間首播，共20集。

## 故事大綱
佛山首富方家的獨子方天龍（元華飾）自幼體弱多病但熱愛練武，喪父後三位奶奶對龍溺愛有加，為怕他習武受傷，暗中要求武術師父只教授他花拳繡腿，並用錢收買龍遇到的每一個對手，人到中年的龍自以為打遍佛山無敵手，其實並不懂真功夫。龍在武術比賽中遇上出身寒微的童年舊友江智勇（吳毅將飾），被勇打敗，但並沒氣餒。後在機緣巧合下龍獲隱居的醉八仙高手馮百川（谷峰飾）暗中傳授武學。勇在佛山開武館，但急於求成，暗中服用鴉片，龍誤將此事公諸於眾，害勇聲名受損，兩人結下嫌隙。另一方面，龍施展醉八仙後，與醉八仙一門爭鬥多年的羅漢拳傳人聶萬鈞（劉家輝飾）聞風追蹤至佛山，欲與醉八仙傳人再決雌雄。後來勇發現自己原來是方老爺的私生子，在眾人以為龍墮崖身亡的情況下奪去方家家產，又哄得聶萬鈞傳授羅漢拳。分別悟出兩種拳法最高境界的龍及勇最終展開對決。

## 演員表
| 演員   | 角色   | 簡介                                                                                                   |
| ------ | ------ | --- |
| 元華   | 方天龍 | |
| 吳毅將 | 江智勇 | |
| 陳妙瑛 | 桑菊   | 醫師之女，方天龍青梅竹馬之好友。遇上江智勇後與其相戀，但察覺勇心術不正後離開勇，並與落難的龍互生情愫。 |
| 楊羚   | 江卓盈 | 江智勇之妹，應勇的要求冒充聶萬鈞之女。                                                                 |
| 楊玉梅 | 苑美鳳 | |
| 谷峰   | 馮百川 | 酒館老闆，實為退隱江湖的醉八仙高手，後將武學傳授予方天龍。                                             |
| 劉家輝 | 聶萬鈞 | 羅漢拳高手，馮百川之宿敵，後將武學傳授予江智勇。得知勇真面目後，被悟出最高境界「鐵羅漢」的勇所打敗。   |
| 羅蘭   | 羅少蘭 | 方家大奶奶。                                                                                           |
| 黃愷欣 | 鍾若詩 | 方家二奶奶。                                                                                           |
| 陳曼娜 | 莊頌玲 | 方家三奶奶。                                                                                           |
| 容錦昌 | 高威庭 | |

## 製作
本劇是風格偏向喜劇的武打劇集，故事構思仿照1981年武打片《敗家仔》。
選角方面，起用當時45歲的動作演員元華為主角，他的電影演出經驗豐富，但在1996年的《殭屍福星》才首次演出電視劇，本劇則為第二作。

## 迴響
本劇平均收視為33點，至結局時收視達35點。本劇的演員陣容並不算強，但眾演員演出生動，意外地與同期19:30時段的《難兄難弟》同樣成為話題之作及獲得收視佳績，跟搶奪了對手亞視的電視劇《97變色龍》收視，使到該劇後期收視失利。